# 變色隱鰭鯰
變色隱鰭鯰，為輻鰭魚綱鯰形目鯰科的其中一種，為熱帶淡水魚，被IUCN列為瀕危保育類動物，分布於亞洲寮國Nam Theun河流域，體長可達19.7公分，棲息在底層水域，生活習性不明。